# Illes Cook
Les illes Cook (en anglès Cook Islands i en maori Kūki 'Āirani,) són quinze illes de la Polinèsia que formen un estat. Encara que independent, manté una lliure associació amb Nova Zelanda que el representa internacionalment.
La Zona econòmica exclusiva (ZEE) de les Illes Cook cobreix 1.960.027 km² de l'oceà.
Des del 2001, les Illes Cook tenen la seva pròpia política exterior i de defensa. En les últimes dècades, les Illes Cook han adoptat una política exterior cada cop més assertiva, i un de les Illes Cook, Henry Puna, exerceix actualment de secretari general del Fòrum de les Illes del Pacífic. La majoria dels habitants de les Illes Cook són ciutadans de Nova Zelanda, però també tenen l'estatus de nacionals de les Illes Cook, que no es concedeix a altres ciutadans de Nova Zelanda. Les Illes Cook són un membre actiu de la Comunitat del Pacífic des de 1980.
Els principals nuclis de població de les Illes Cook es troben a l'illa de Rarotonga (10.898 el 2021), on hi ha un aeroport internacional. El cens del 2021 va situar la població total en 15.040 habitants. També hi ha una població més gran d'illes Cook a Nova Zelanda i Austràlia: al cens de Nova Zelanda de 2018, 80.532 persones van dir que eren de les illes Cook o descendents de les illes Cook. L'últim cens australià va registrar 28.000 habitants de les Illes Cook que vivien a Austràlia, molts amb ciutadania australiana.
Amb més de 168.000 visitants que van viatjar a les illes el 2018, el turisme és la principal indústria del país i l'element clau de l'economia, per davant de la banca offshore, les perles i les exportacions marines i de fruites.

## Etimologia
Les illes Cook comprenen 15 illes dividides en dos grups d'illes, que han tingut noms individuals en llengües indígenes, com ara Pukapukan durant el temps que han estat habitades. El primer nom donat pels europeus va ser Gente Hermosa pels exploradors espanyols a Rakahanga el 1606.
El conjunt de les illes reben el nom del capità britànic James Cook, que les va visitar durant la dècada de 1770 i va anomenar Manuae "illa d'Hervey" en honor a Augustus Hervey, 3r comte de Bristol. El grup d'illes del sud va passar a ser conegut com les "illes Hervey" després d'això. A la dècada de 1820, l'almirall rus Adam Johann von Krusenstern es va referir a les illes del sud com les "illes Cook" al seu Atles de l'Ocean Pacifique. Tot el territori (inclòs el grup d'illes del nord) no es coneixia com a "illes Cook" fins després de la seva annexió per Nova Zelanda a principis del segle xx. El 1901, el parlament de Nova Zelanda va aprovar la Llei del govern de Cook i altres illes, demostrant que el nom "Illes Cook" només es referia a algunes de les illes. Tanmateix, aquesta situació havia canviat amb l'aprovació de la Llei de les Illes Cook de 1915, que definia l'àrea de Cook i incloïa totes les illes actualment incloses.
El nom oficial de les illes en maori és Kūki 'Āirani, una transliteració del nom anglès.

## Història
Les Illes Cook van ser habitades per primera vegada cap a l'any 1000 dC per gent polinèsia que es creu que va emigrar des de Tahití, una illa 1154 km al nord-est de l'illa principal de Rarotonga.
El grup septentrional de les illes Cook va ser descobert per espanyols. Álvaro de Mendaña y Neira, en el seu segon viatge del Perú a les illes Salomó, va trobar l'illa San Bernardo (avui Pukapuka) el dia de Sant Bernat de 1595. Pedro Fernández de Quirós, el 1606, va quedar impressionat dels habitants de l'illa Gente Hermosa (avui Rakahanga).
El grup meridional va ser descobert i explorat per James Cook el 1773. donant a l'illa de Manuae el nom de Hervey Island. Més tard, el nom de les illes Hervey es van aplicar a tot el grup del sud.
El nom "Illes Cook", en honor a Cook, va aparèixer per primera vegada en una carta naval russa publicada per Adam Johann von Krusenstern a la dècada de 1820.
El 1813 John Williams, un missioner del bergantí colonial Endeavour (no el mateix vaixell que el de Cook) va fer el primer albirament europeu registrat de Rarotonga. El primer desembarcament registrat a Rarotonga per part dels europeus va ser el 1814 pel Cumberland; van esclatar problemes entre els mariners i els illencs i molts van morir a banda i banda. Les illes no van veure més europeus fins que van arribar els missioners anglesos el 1821. El cristianisme es va apoderar ràpidament de la cultura i molts illencs són cristians avui dia.
Les illes van ser una parada popular al segle xix per als vaixells baleners dels Estats Units, Gran Bretanya i Austràlia. Van ser visitades, almenys des de 1826, per obtenir aigua, menjar i llenya. Les seves illes preferides eren Rarotonga, Aitutaki, Mangaia i Penrhyn.

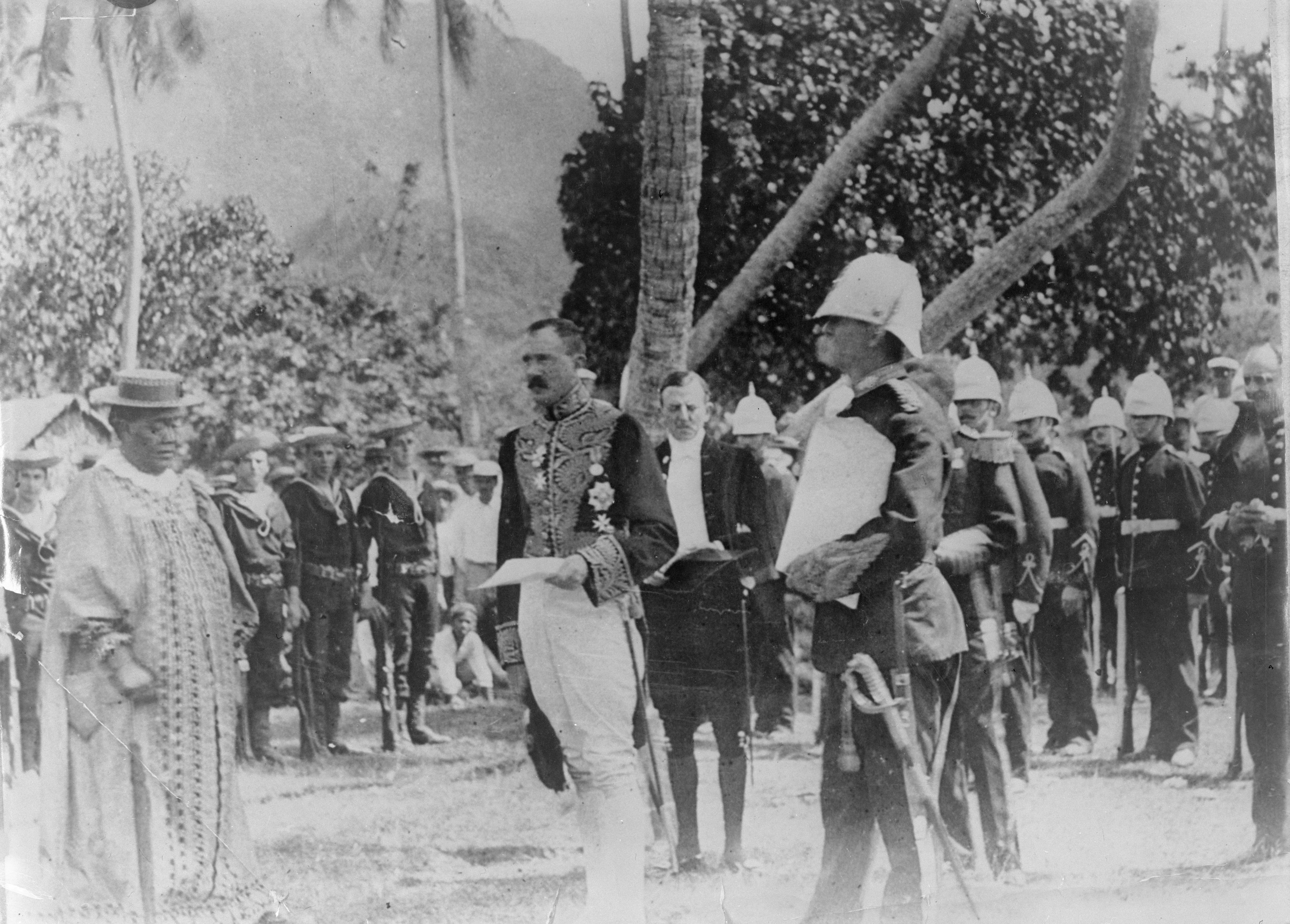
El governador Lord Ranfurly va llegir la proclamació d'annexió a la reina Makea el 7 d'octubre de 1900.

Les illes Cook es van alinear amb el Regne Unit el 1890, en gran part a causa de la por dels residents britànics que França pogués ocupar les illes com ja tenia Tahití. El 6 de setembre de 1900, els líders illencs van presentar una petició demanant que les illes (incloent-hi Niue "si és possible") s'annexionessin com a territori britànic. Els dies 8 i 9 d'octubre de 1900, set documents de cessió de Rarotonga i altres illes van ser signats pels seus caps i pobles. Es va emetre una Proclamació britànica, declarant que les cessions eren acceptades i les illes es van declarar part dels dominis de Sa Majestat Britànica. No obstant això, no va incloure Aitutaki. Tot i que els habitants es consideraven súbdits britànics, el títol de la Corona no estava clar fins que l'illa va ser annexada formalment per aquesta Proclamació. El 1901 les illes van ser incloses dins dels límits de la Colònia de Nova Zelanda per ordre del Consell sota la Llei de Límits Colonials de 1895 del Regne Unit. El canvi de límit es va fer efectiu l'11 de juny de 1901, i les Illes Cook tenen una relació formal amb Nova Zelanda des d'aleshores.
Les Illes Cook van respondre a la crida quan va començar la Primera Guerra Mundial, enviant immediatament cinc contingents, prop de 500 homes, a la guerra. Els joves de l'illa es van oferir voluntaris a l'esclat de la guerra per reforçar els contingents maoris i els rifles d'Austràlia i Nova Zelanda. Un Fons Patriòtic es va crear molt ràpidament, recaptant fons per donar suport a l'esforç de guerra. Els Illes Cook van ser entrenats al Narrow Neck Camp de Devonport, i els primers reclutes van marxar el 13 d'octubre de 1915 a l'SS Te Anau. El vaixell va arribar a Egipte just quan les unitats de Nova Zelanda estaven a punt de ser traslladades al front occidental. El setembre de 1916, el Batalló de Pioners, una combinació de soldats de les Illes Cook, Maoris i Pakeha, va tenir una intensa acció en l'atac aliat a Flers, la primera batalla del Somme. Tres illencs d'aquest primer contingent van morir per l'acció de l'enemic i almenys deu van morir de malaltia mentre lluitaven per adaptar-se a les condicions d'Europa. El 2n i 3r Contingents de les Illes Cook van formar part de la Campanya del Sinaí i Palestina, primer en un paper logístic per als rifles d'Austràlia i Nova Zelanda a la seva base de Moascar i més tard en el subministrament de munició per a l'Artilleria Reial. Després de la guerra, els homes van ser afectats per l'esclat de l'epidèmia de grip a Nova Zelanda, i això, juntament amb les malalties europees, va fer que un gran nombre no sobrevisqués i morís a Nova Zelanda o en tornar a casa durant els següents anys.
Quan la Llei de nacionalitat britànica i ciutadania de Nova Zelanda de 1948 va entrar en vigor l'1 de gener de 1949, els habitants de les Illes Cook que eren súbdits britànics van obtenir automàticament la ciutadania neozelandesa. Les illes van continuar sent un territori dependent de Nova Zelanda fins que el govern de Nova Zelanda va decidir concedir-los l'estatus d'autogovern. El 4 d'agost de 1965 es va promulgar una constitució. El primer dilluns d'agost se celebra cada any com el Dia de la Constitució. Albert Henry del Partit de les Illes Cook va ser elegit primer ministre i va ser nomenat cavaller per la reina Isabel II. Henry va dirigir la nació fins al 1978, quan va ser acusat de manipulació de vots i va dimitir. Va ser desposseït del seu títol de cavaller l'any 1979. El va succeir Tom Davis del Partit Demòcrata que va ocupar aquest càrrec fins al març de 1983.
El 1965 els residents van escollir un autogovern en lliure associació amb Nova Zelanda.
El 13 de juliol de 2017, les Illes Cook van establir Marae Moana, convertint-la en l'àrea protegida més gran del món per mida.
El març de 2019, es va informar que les Illes Cook tenien plans per canviar el seu nom i eliminar la referència al capità James Cook a favor d'"un títol que reflectís la seva 'naturalesa polinèsia'". Més tard es va informar al maig de 2019 que el canvi de nom proposat havia estat mal rebut per la diàspora de les Illes Cook. Com a compromís, es va decidir que el nom anglès de les illes no seria alterat, sinó que s'adoptaria un nou nom maori de les Illes Cook per substituir el nom actual, una transliteració de l'anglès. Les discussions sobre el nom van continuar el 2020.

## Geografia

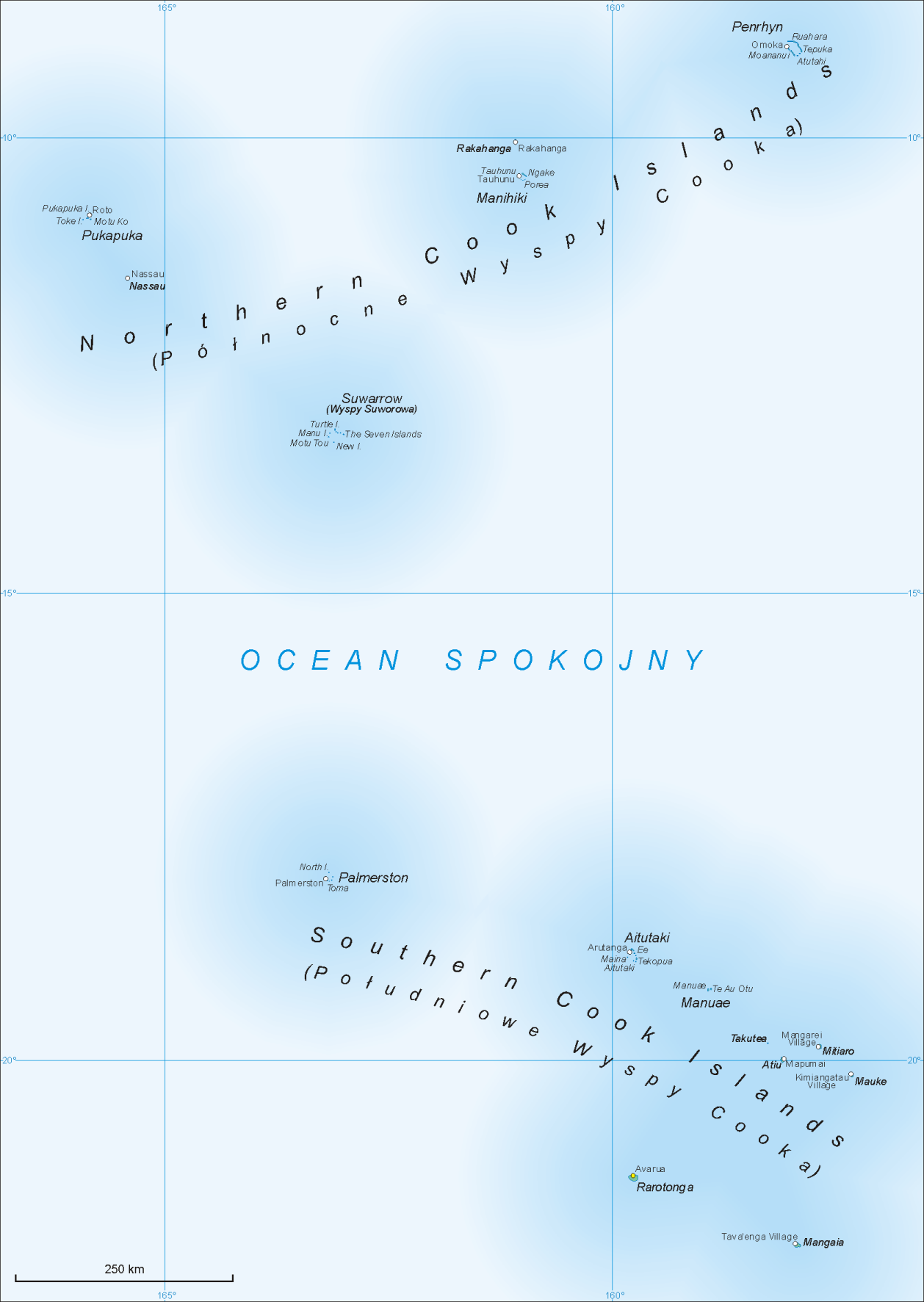
Mapa de les Illes Cook

Les illes Cook es troben a l'oceà Pacífic Sud, al nord-est de Nova Zelanda, entre la Samoa Nord-americana i la Polinèsia Francesa. Hi ha 15 illes principals repartides en 2.200.000 km² de l'oceà, dividit en dos grups diferents: les Illes Cook del Sud i les Illes Cook del Nord d'atols de corall. Les illes es van formar per activitat volcànica; el grup nord és més antic i està format per sis atols, que són volcans enfonsats coronats per un creixement de corall. El clima és de moderat a tropical. De març a desembre, les Illes Cook estan en el camí dels ciclons tropicals, els més destacats dels quals van ser els ciclons Martin i Percy. Dues ecoregions terrestres es troben dins del territori de les illes: els boscos tropicals humits de la Polinèsia central i els boscos tropicals humits de les illes Cook. Les nou illes del sud són d'origen volcànic i les del nord són atols baixos de corall. El centre administratiu es troba a l'illa de Rarotonga, amb la capital Avarua.
L'arxipèlag disposa de dos ports, Avarua i Avatiu, i de sis aeroports.
El clima és tropical moderat pels vents dominants.
| Illa Grup | Illa                     | Àrea (km²) | Població | Densitat |
| --------- | ------------------------ | ---------- | -------- | -------- |
| Nord      | Penrhyn                  | 10         | 226      | 22.6     |
| Nord      | Rakahanga                | 4          | 80       | 20.0     |
| Nord      | Manihiki                 | 5          | 213      | 42.6     |
| Nord      | Pukapuka                 | 1          | 444      | 444,0    |
| Nord      | Escull Tema (submergit)  | 0          | 0        | –        |
| Nord      | Nassau                   | 1          | 78       | 78,0     |
| Nord      | Suwarrow                 | 0          | 0        | 0,0      |
| Sud       | Palmerston               | 2          | 58       | 28.0     |
| Sud       | Aitutaki                 | 18         | 1.928    | 107.1    |
| Sud       | Manuae                   | 6          | 0        | 0,0      |
| Sud       | Takutea                  | 1          | 0        | 0,0      |
| Sud       | Mitiaro                  | 22         | 155      | 7.1      |
| Sud       | Atiu                     | 27         | 437      | 16.2     |
| Sud       | Mauke                    | 18         | 297      | 16.5     |
| Sud       | Winslow Reef (submergit) | 0          | 0        | –        |
| Sud       | Rarotonga                | 67         | 13.044   | 194,7    |
| Sud       | Mangaia                  | 52         | 499      | 9.6      |
| Total     | Total                    | 237        | 17.459   | 73,7     |

Nota: La taula està ordenada de nord a sud. Dades de població del cens de 2016.

## Galeria

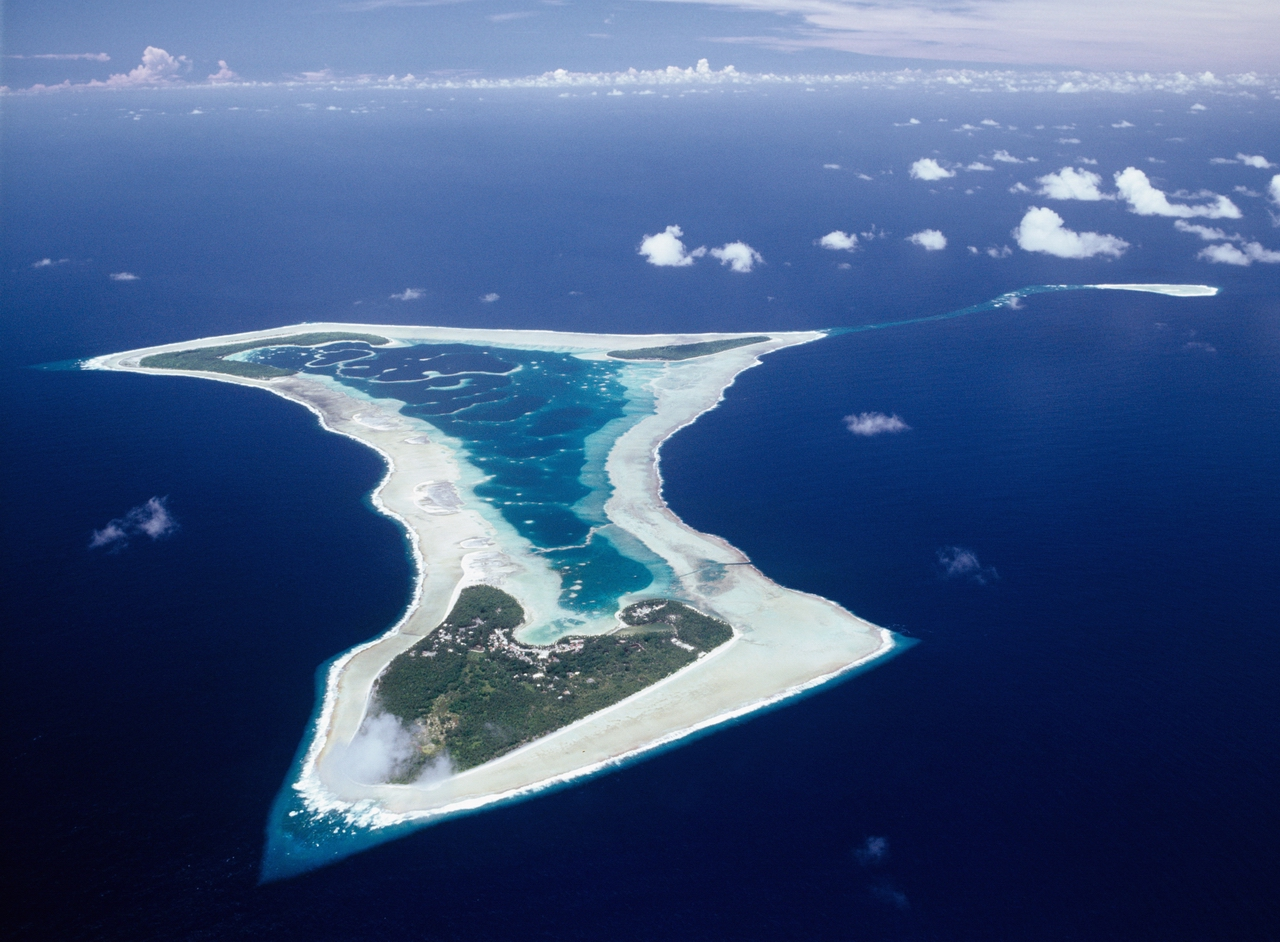
Fotografia aèria de Pukapuka
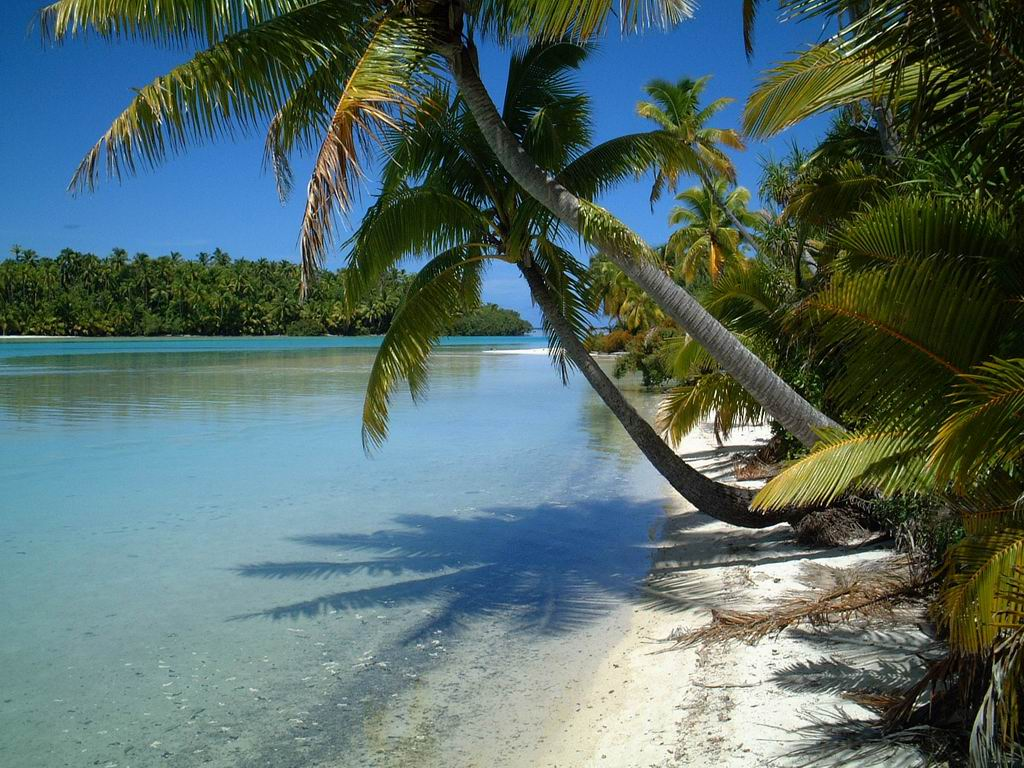
Tapuaetai (illa d'un peu) a la part sud d'Aitutaki
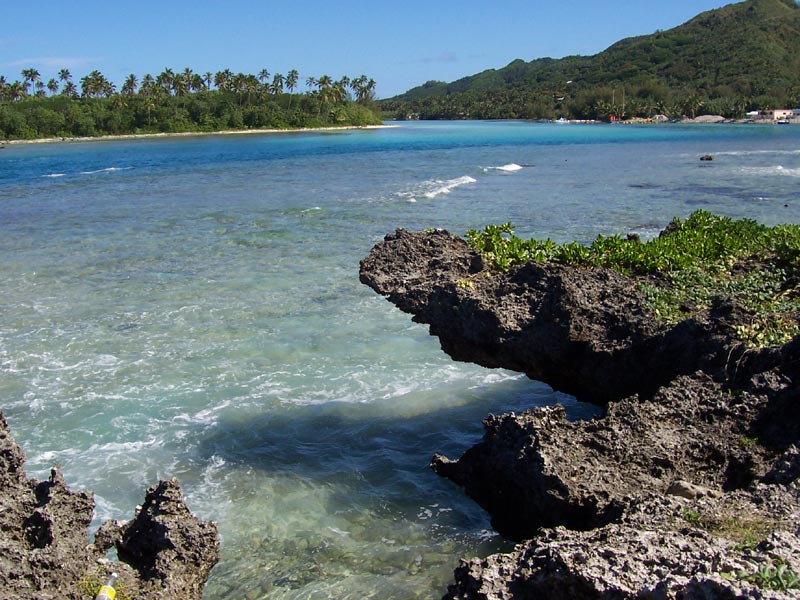
Platja a Rarotonga

### Illes
- Illes Cook meridionals (Southern Cook Is), abans illes Hervey i illes Cook:
  - Aitutaki
  - Atiu
  - Mauke
  - Rarotonga, la capital
  - Mangaia
  - Manuae, abans illa Hervey
  - Takutea
  - Mitiaro
- Illes Cook septentrionals (Northern Cook Is), abans illes del Perill (Danger Is) i Dependències Cook:
  - Penrhyn, també Tongareva
  - Rakahanga (Gente Hermosa)
  - Manihiki
  - Pukapuka (San Bernardo), abans illa del Perill (Danger I.)
  - Nassau
  - Suwarrow, també Suvorov
  - Palmerston

### Població
El nombre d'habitants és de 18.027 (cens del 2001), amb una taxa de creixement anual d'1,6%. La mitjana d'esperança de vida és de 71 anys.
Ètnicament, un 87,7% són polinesis, 5,8% mestissos i 6,5% europeus.
Les llengües oficials són l'anglès i el maori de Rarotonga. Hi ha algunes variacions dialectals en les illes més allunyades.

## Política
Les illes Cook són totalment responsables dels afers interns i mantenen el dret d'accedir a la independència total unilateralment. Nova Zelanda manté la responsabilitat dels afers externs, la representació internacional i la defensa militar, prèvia consulta al govern de les illes Cook.
La Casa dels Arikis és una mena de Senat dels caps tradicionals amb dret de veu però sense poder legislatiu.

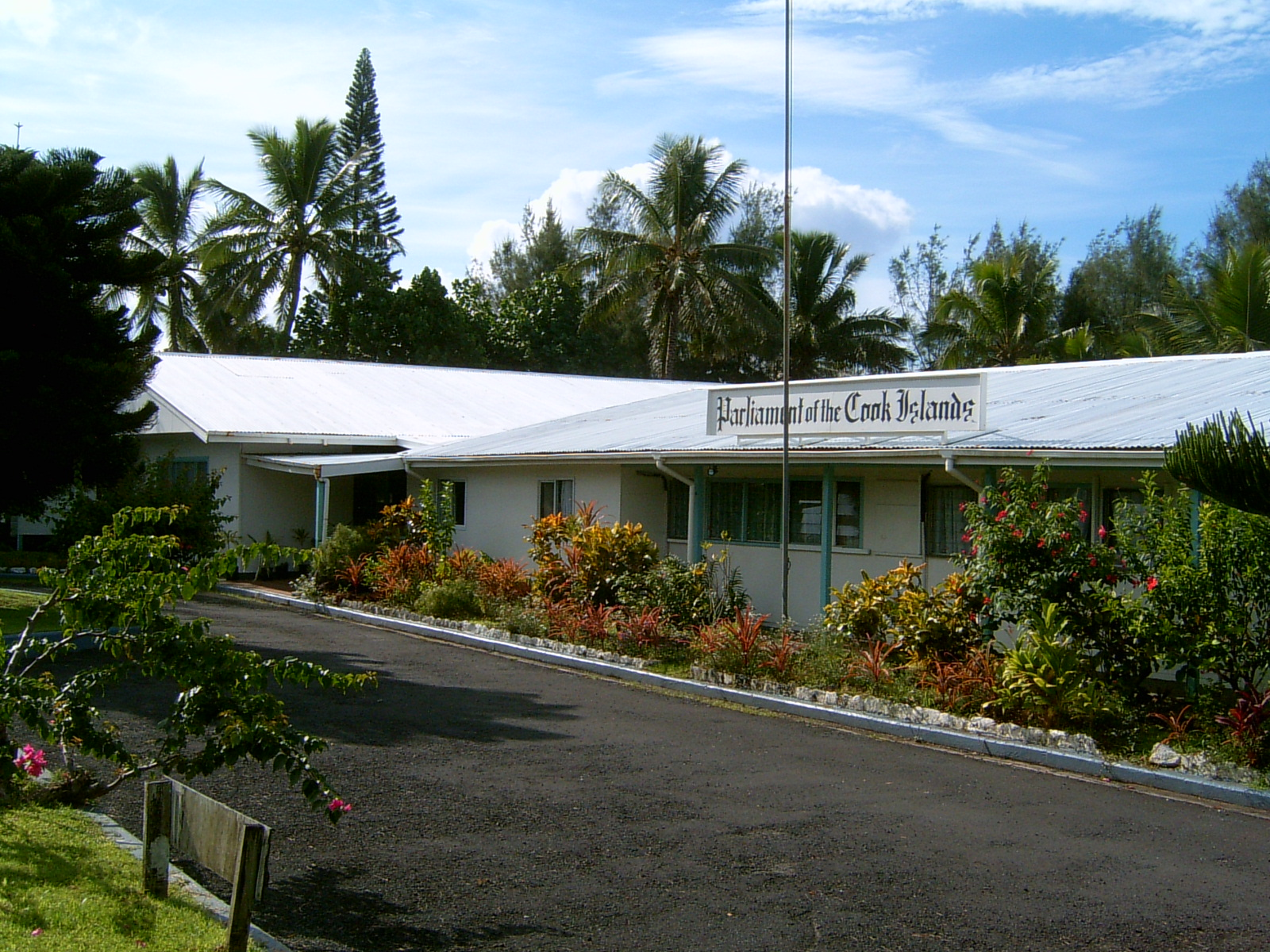
L'edifici del parlament de les Illes Cook, antigament un hotel

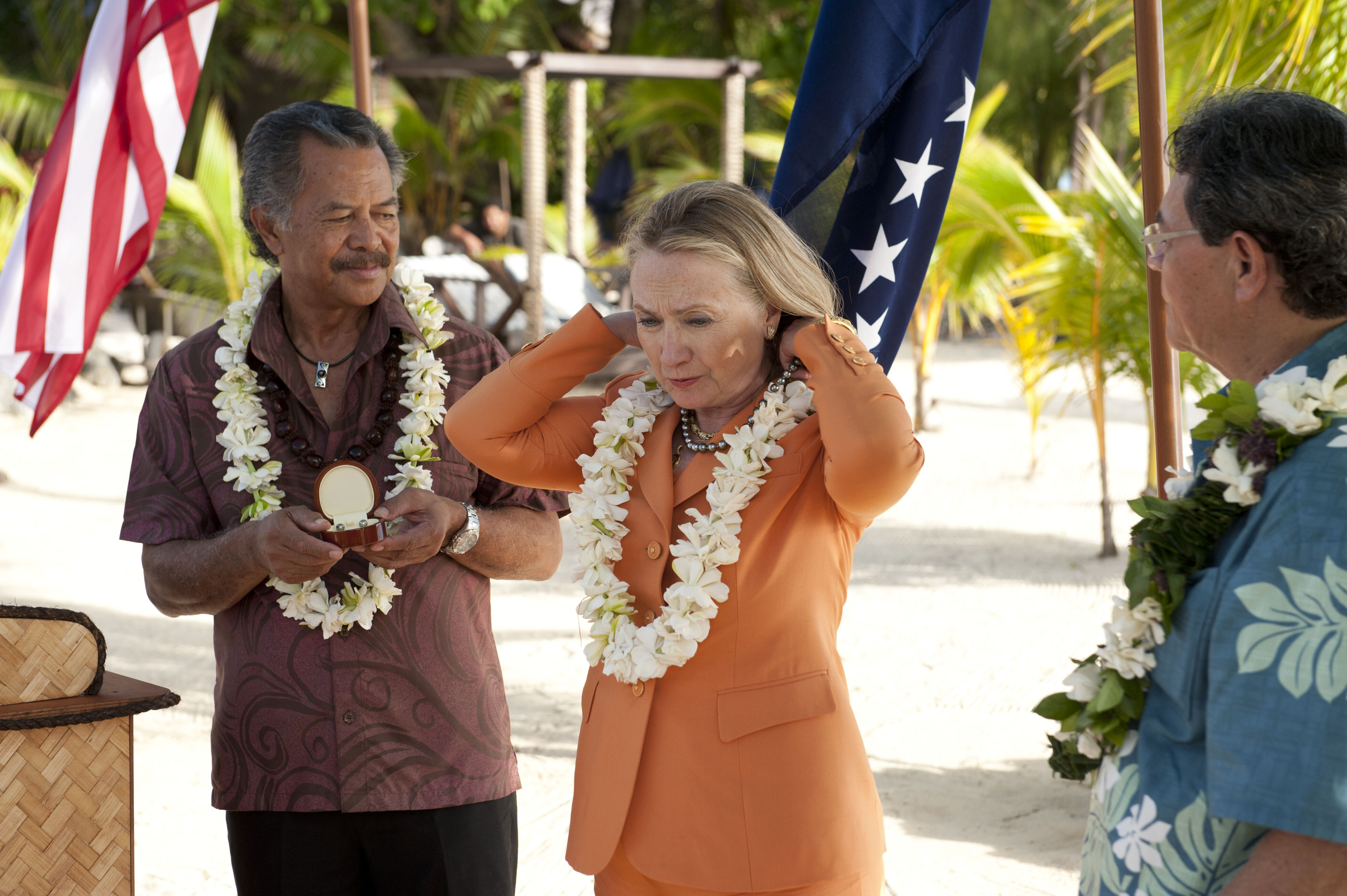
El primer ministre Henry Puna amb la secretària d'estat nord-americana Hillary Clinton, 31 d'agost de 2012

Les Illes Cook són una democràcia representativa amb un sistema parlamentari en una relació estatal associada amb Nova Zelanda. El poder executiu és exercit pel govern, amb el primer ministre com a cap de govern. El poder legislatiu correspon tant al govern com al Parlament de les Illes Cook. Tot i que el país és de iure unicameral, hi ha dos òrgans legislatius amb la Cambra d'Ariki actuant com a cambra alta de facto.
Hi ha un sistema multipartidista. El poder judicial és independent de l'executiu i el legislatiu. El cap d'estat és el rei de Nova Zelanda, que està representat a les Illes Cook peperepresentant del rei.
Les illes s'autogovernen en "lliure associació" amb Nova Zelanda. Segons la constitució de les Illes Cook, Nova Zelanda no pot aprovar lleis per a les Illes Cook. Rarotonga té el seu propi servei exterior i xarxa diplomàtica. Els nacionals de les illes Cook tenen dret a convertir-se en ciutadans de Nova Zelanda i poden rebre serveis governamentals de Nova Zelanda quan es troben a Nova Zelanda, però el contrari no és cert; Els ciutadans de Nova Zelanda no són nacionals de les illes Cook. Malgrat això, amb data de 2018, les Illes Cook tenien relacions diplomàtiques en nom propi amb 52 països més. Les Illes Cook no són un estat membre de les Nacions Unides, però, juntament amb Niue, han tingut la seva "completa capacitat de fer tractats" reconeguda pel Secretariat de les Nacions Unides i és membre de ple dret de l'Organització Mundial de la Salut (OMS), la UNESCO, l'Organització de l'Aviació Civil Internacional, l'Organització Marítima Internacional i l'Organització de les Nacions Unides per a l'Agricultura i l'Alimentació, totes agències especialitzades de les Nacions Unides, i és membre associat de la Comissió Econòmica i Social de les Nacions Unides per a Àsia i el Pacífic (UNESCAP) i membre de l'Assemblea d'Estats de la Cort Penal Internacional.
L'11 de juny de 1980, els Estats Units van signar un tractat amb les Illes Cook especificant la frontera marítima entre les Illes Cook i la Samoa Nord-americana i també renunciant a qualsevol reclamació nord-americana sobre Penrhyn, Pukapuka, Manihiki i Rakahanga. El 1990 les Illes Cook i França van signar un tractat que delimitava el límit entre les Illes Cook i la Polinèsia Francesa. A finals d'agost de 2012, la secretària d'Estat dels Estats Units, Hillary Clinton, va visitar les illes. El 2017, les Illes Cook van signar el Tractat sobre la prohibició de les armes nuclears.

### Defensa i policia
La defensa és responsabilitat de Nova Zelanda, en consulta amb les Illes Cook i a petició d'aquesta.

### Drets humans
L'homosexualitat masculina fou de iure il·legal a les Illes Cook i es castigava amb una pena màxima de set anys de presó fins al 2023 quan s'aprovà la seua descriminització.

## Subdivisions administratives
Hi ha consells insulars a totes les illes exteriors habitades (Llei de govern local de les illes exteriors de 1987 amb esmenes fins al 2004, i Llei de govern local de l'illa de Palmerston de 1993), excepte Nassau, que està governada per Pukapuka (Suwarrow, amb només un cuidador que viu a l'illa, també governada per Pukapuka, no es compta amb les illes habitades en aquest context). Cada ajuntament està encapçalat per un alcalde.
|  |  | Aitutaki (incloent Manuae deshabitat) |
|  |  | Atiu (incloent Takutea deshabitada)   |
|  |  | Mangaia                               |
|  |  | Manihiki                              |
|  |  | Mauke                                 |
|  |  | Mitiaro                               |
|  |  | Palmerston                            |
|  |  | Penrhyn                               |
|  |  | Pukapuka (inclosos Nassau i Suwarrow) |
|  |  | Rakahanga                             |

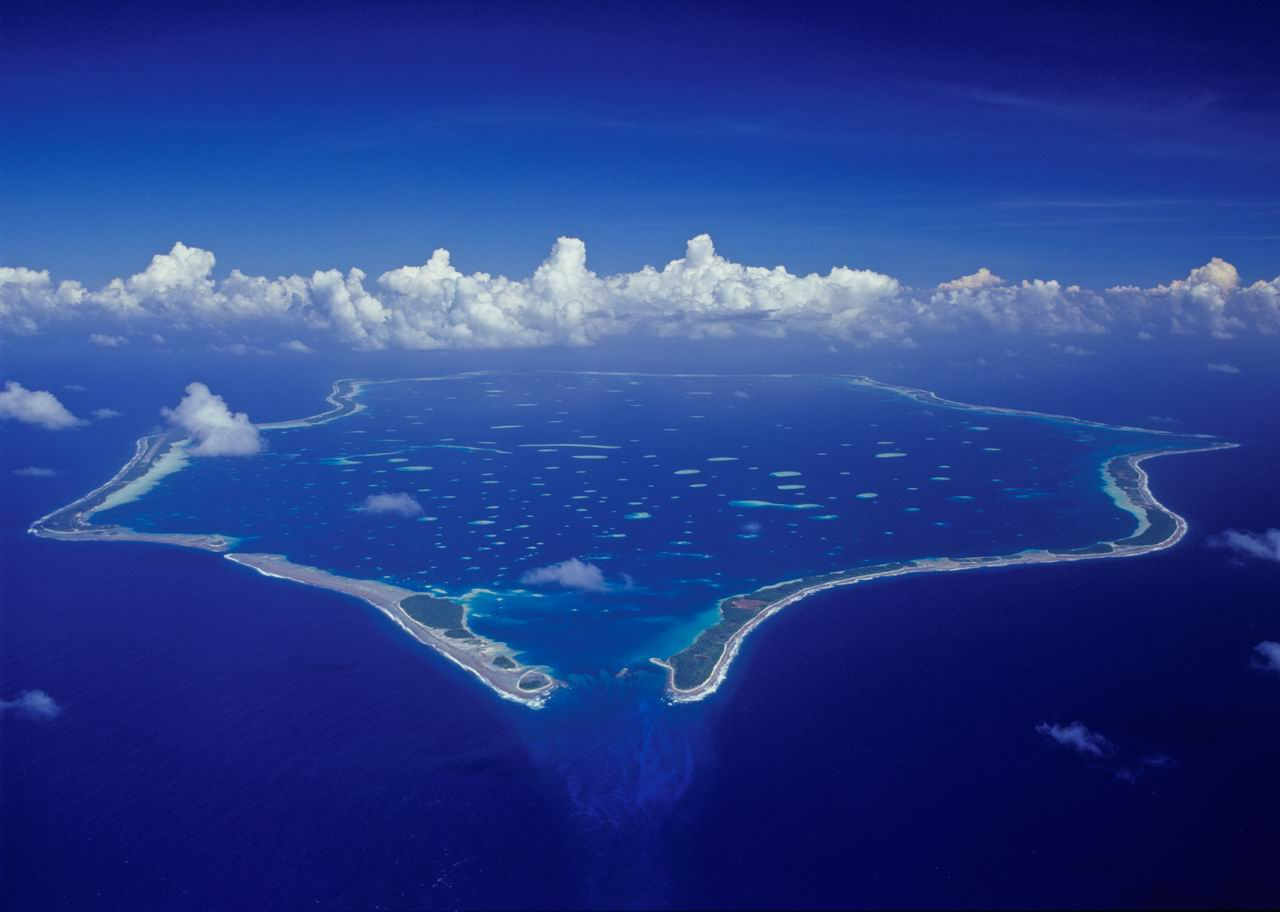
Vista aèria de Penrhyn

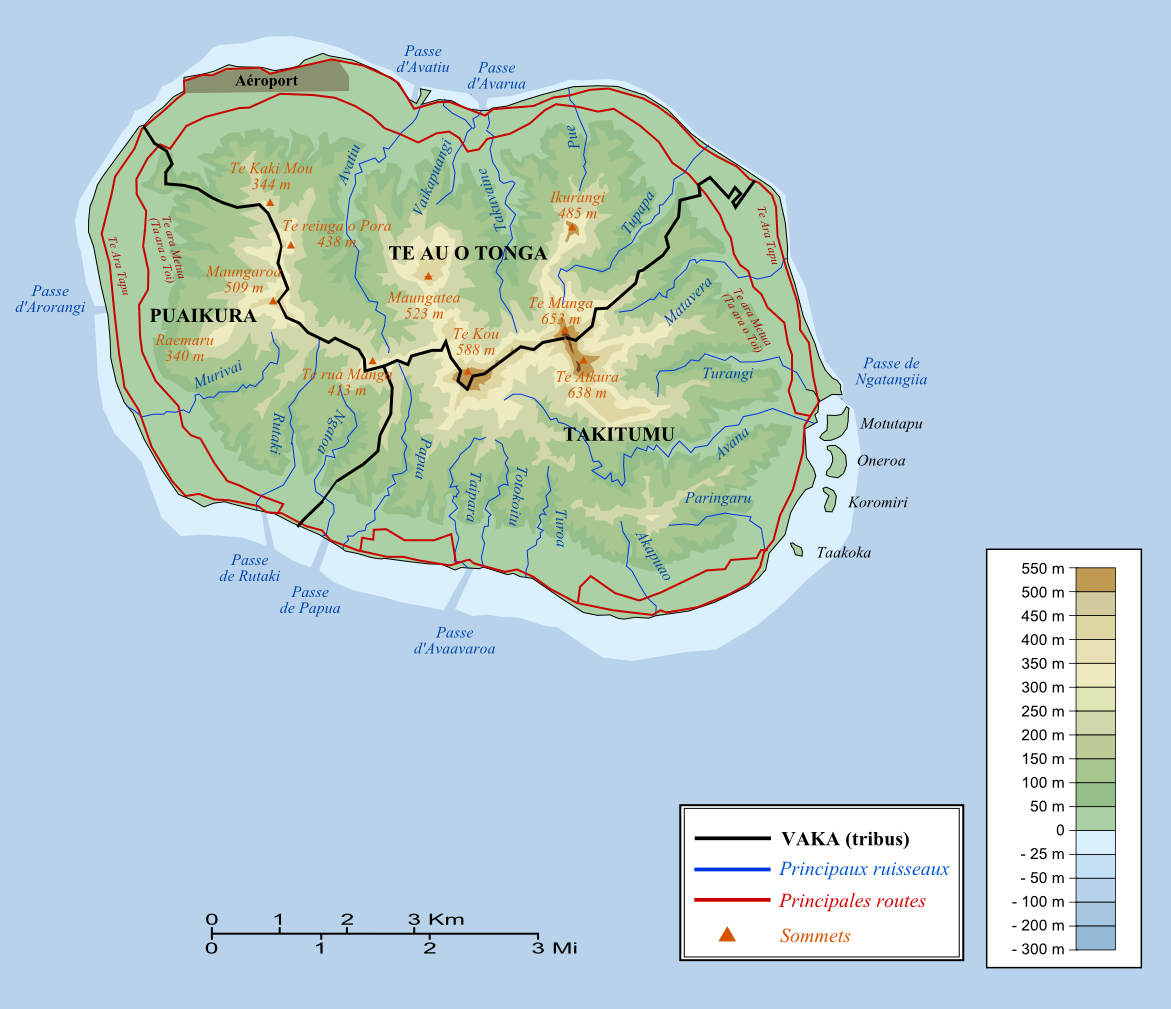
Districtes de Rarotonga

Els tres consells Vaka de Rarotonga establerts el 1997 (Rarotonga Local Government Act 1997), també encapçalats per alcaldes, van ser abolits el febrer de 2008, malgrat molta controvèrsia.
| Puaikura      | Arorangi                                            |
| Takitumu      | Matavera, Ngatangiia, Takitumu                      |
| Te-Au-O-Tonga | (equivalent a Avarua, la capital de les Illes Cook) |

Al nivell més baix, hi ha els comitès de poble. Nassau, que està governada per Pukapuka, té un comitè insular (Comitè de l'illa de Nassau), que assessora el Consell de l'illa de Pukapuka sobre qüestions relatives a la seva pròpia illa.

## Demografia
| 2011   | 2016   | 2020   | 2023   |
| 14.974 | 17.434 | 17.583 | 14.222 |

## Economia
Com moltes altres illes del Pacífic, l'economia de les illes Cook està condicionada per l'aïllament dels mercats internacionals, l'escassetat de recursos naturals, les devastacions periòdiques per desastres naturals, i les infraestructures deficients.
L'agricultura és la base econòmica de les exportacions, amb la producció de copra i cítrics. La resta de producció agrícola es limita a tomàquet, banana, coco, cafè, nyam, taro i papaia. A Manihiki també es cultiven perles negres.
La indústria es limita als derivats de fruits, a la confecció de teixits i a la producció d'objectes artesans.
El dèficit comercial es compensa amb els ingressos dels emigrants i l'ajuda exterior, sobretot de Nova Zelanda. El 1996 el país es va declarar en fallida i es va reduir dràsticament el nombre de funcionaris i representants diplomàtics. El govern prova de promoure el turisme, la pesca, la mineria i les finances oferint avantatges fiscals.